# Willy Vanden Berghen
Willy François Vanden Berghen (* 3. Juli 1939 in Vilvoorde; † 30. März 2022) war ein belgischer Radrennfahrer.
Er gewann im Amateurbereich 1958 die Gesamtwertung bei der Rundfahrt Flèche du Sud in Luxemburg, 1959 die Belgischen Meisterschaft in der Einerverfolgung auf der Bahn und das Eintagesrennen Schaal Sels Merksem sowie 1960 die zwölfte Etappe der Friedensfahrt. Im gleichen Jahr belegte er darüber hinaus jeweils den dritten Platz in der Gesamtwertung der Internationalen Friedensfahrt sowie im Straßen-Einzelrennen bei den Straßen-Radweltmeisterschaften auf dem Sachsenring in der Deutschen Demokratischen Republik und bei den Olympischen Sommerspielen in Rom.  Er fuhr bei Olympia im belgischen Vierer das Mannschaftszeitfahren, das Belgien auf einem enttäuschenden 18. Platz beendete.
Im Weltmeisterschaftsrennen setzte er taktisch darauf, am Hinterrad von Gustav-Adolf Schur zu bleiben und wurde vom Angriff von Bernhard Eckstein überrascht, dem er nicht nachsetzte. Mit Schur verband ihn später eine lange Freundschaft. 1960 siegte er in der Flandern-Rundfahrt für Amateure.
Nach seinem Wechsel zu den Profis erzielte er 1961 und 1962 je vier Siege bei Einzelrennen, darunter 1962 für die Mannschaft Mercier-BP-Hutchinson bei einem Kriterium des Rennens Paris–Nizza und bei der vierten Etappe der Tour de France, sowie 1963 zwei Siege. Nach der Saison 1966 beendete er seine aktive Laufbahn.